# Ichneumon cimex
Ichneumon cimex là một loài tò vò trong họ Ichneumonidae.